# ジュール＝アントワーヌ・カスタニャリ
ジュール＝アントワーヌ・カスタニャリ（Jules-Antoine Castagnary、1830年4月11日 - 1888年5月11日）は、フランスの政治家、ジャーナリスト、美術批評家。1874年に開かれた第1回印象派展への批評（Le Siecle紙, 1874年4月29日）の中で、「印象派」という言葉を生んだ。

## 生涯
1830年、カスタニャリは西フランス、シャラント＝マリティーム県の都市サントに生まれ、パリで生涯を過ごした。自由主義色の強い政治ジャーナルであるル・モンド・イリュストレ、Le Siècle、Le Nain Jauneに寄稿し、1857年から1879年にかけて、毎年恒例のサロン・ド・パリを論評した。パリ攻城戦に際して地方の共和党系報道機関を組織し、第二帝政崩壊以後、反教権主義的共和党員として第二の政治キャリアを歩んだ。
パリ議会や国務院、歴史的記念物委員会の一員となり、パリ国立高等美術学校の指導教官を務めた。1881年にはレオン・ガンベッタ内閣の閣僚ポストに指名されたが短命に終わり、翌1882年に辞任した。彼は親しい友人であった画家クールベの微に入り細に入る伝記を執筆していたが、1888年に未完のまま世を去りパリのモンマルトル墓地に埋葬された。

## エピソード
- 1868年にドービニーがサロン審査員として多数の反対意見にもかかわらずピサロ、モネ、バジール、ドガ、ルノワール、シスレー、ベルト・モリゾの作品を入選させた。カスタニャリは、ブーダン、ルドンとともに、ドービニーに対する敬意と称賛を表した[2]。

## 参照
1. ↑  Castagnary's review quoted
2. ↑  日仏交流160周年記念シャルル=フランソワ・ドービニー展カタログ,印象社,2018,page 164